# Bekwarra
Die Sprache Bekwarra jezik (ISO 639-3: bkv; auch bekworra, ebekwara, yakoro) ist eine nigerianische Sprache, die von insgesamt 100.000 Personen im Bundesstaat Cross River im Lokalen Regierungsareal Ogoja gesprochen wird.
Die Sprache zählt zu den Cross-River-Sprachen, und innerhalb jener zu den Bendi-Sprachen.
Die Sprache verwendet die lateinische Schrift, es gibt auch Radioprogramme in der Bekwarra-Sprache. Allerdings werden die Medien von der Englischen Sprache dominiert.